# Allopauropus pluriramosus
Allopauropus pluriramosus är en mångfotingart som beskrevs av Paul Auguste Remy 1939. Allopauropus pluriramosus ingår i släktet småfåfotingar, och familjen fåfotingar. Inga underarter finns listade i Catalogue of Life.